# 漫画ボン
『漫画ボン』（まんがボン）は、大都社（創刊時は少年画報社）が発行していた月刊マンガ雑誌。1969年に創刊、2019年に終刊し後継の隔月誌『漫画ボンジュール』とネット雑誌「webボン」に移行した。

## 概要
先行する少年画報社『ヤングコミック』の弟雑誌の位置づけで1969年（昭和44年）8月号として創刊。「ボン」の誌名は「ボンジュール」からとられた。70年代半ばごろまでは青年コミック誌としてバラエティー豊かな作家を起用していたが、70年代後半から大衆向けアダルトコミック誌となり、当時のエロ劇画ブームの中ではコメディー色の強い横山まさみち、保谷良三などを起用し安定した独自のポジションを築いていく。
1980年1・2合併号から出版社が少年画報社から系列会社の大都社に変更となった。以降も安定したマンネリズムが愛されコンビニ向けアダルトコミック誌として長期的に刊行されたが、コンビニ販売からのアダルト雑誌の排除を受け、50周年を迎えた翌月の2019年9月号が最終号となり、掲載作家などは後継誌『漫画ボンジュール』に引き継がれた。

## 通巻表記ミス
雑誌の法定文字にあたる巻号表記「○巻○号通巻○号」の「通巻○号」の表記において、100号分の数字が戻ってしまう雑誌書誌上の大きなミスがあった。1994年9月号は「通巻339号」であったが翌月の10月号が誤植で「通巻240号」と表記されてしまい、以降25年にわたって100号少ないまま終刊号（51巻9号通巻539号）までカウントされ続けた。本来月刊誌で50年の歴史があれば600号を超えるはずが途中で100号バックした結果、300号記念号が2回あり、400号、500号記念はいずれも100号少ない申告となっている。